# Raudonė Slot
Raudonė Slot er en slotsresidens fra det 19. århundrede, beliggende i Raudonė i Litauen. I dag anvendes slottet som offentlig skole.
På området lå den tidligere tyske ordensborg Bayersburg 2. frem til det 16. århundrede. Det oprindelige slot er kendt fra en østpreussisk legende kaldet "Den hvide jomfru fra Bayersburg". Raudonė var et kongeligt gods, som storhertug Sigismund 2. August gav til den preussiske købmand Krispin Kirschenstein.
55°05′48″N 23°07′50″Ø / 55.0967°N 23.1306°Ø